# 텡그리 카간
텡그리 카간(Tengri Qaghan, 고대 튀르크어 𐱅𐰭𐰼𐰃:𐰴𐰍𐰣, 재위 734 혹은 739 혹은 740 ~ 741)은 돌궐 제2제국의 제5대 군주이다.

## 배경
그는 4대 군주 빌게 카간(Bilge Khagan)의 차남이며, 형 [[욜릭 카간(Yollig Khagan)의 뒤를 이었다. 텡그리 카간은 어렸고 모친 포 벡(Po Beg)이 섭정하였다.

## 통치
740년, 당현종(唐玄宗)은 이질(李質)을 사신으로 보내어 그를 텡그리 카간으로 선언했다. 모친 포 벡(Po Beg) 혹은 엘 빌게 하툰(El Bilge Khatun)과 재상 요사달간(飫斯達幹)은 공모하여 중앙 집권화를 추진하고 동부와 서부를 통치하는 사촌들을 죽였다. 서부의 샤드(shad)를 죽였지만, 동부 샤드 판 퀼 테긴(Pan Kul Tigin)은 반란을 일으켜 수도로 진격, 텡그리 카간을 생포하여 처형하였고, 포 벡은 도주했디.

## 사망 이후
741년, 판 퀼 테긴은 텡그리의 형제를 옹립하고 자신은 섭정이 되었다. 그러나 곧바로 판 퀼 테긴의 조카이자 바스밀 추장인 아사나시(阿史那施)가 반란을 일으켰고, 판 퀼 테긴을 무찔렀다.

## 참고문헌
1. ↑  Ahmet., Taşağil (1995–2004). 《Gök-Türkler》. Atatürk Kültür, Dil, ve Tarih Yüksek Kurumu (Turkey). Ankara: Türk Tarih Kurumu Basımevi. ISBN 975161113X. OCLC 33892575.
2. ↑  “New Book of Tang, vol 215B / 新唐書/卷215下 - 维基文库，自由的图书馆” (중국어). 2018년 7월 29일에 확인함.